# Цзіндун-Їський автономний повіт
24°27′05″ пн. ш. 100°50′16″ сх. д. / 24.4515° пн. ш. 100.83771° сх. д.
Цзіндун-Їський автономний повіт (кит. 景东彝族自治县, пін. Jĭngdōng Yízú Zìzhìxiàn) — один із повітів КНР у складі префектури Пуер, провінція Юньнань. Адміністративний центр — містечко Цзіньпін.

## Географія
Цзіндун-Їський автономний повіт лежить на висоті близько 1170 метрів над рівнем моря на заході Юньнань-Гуйчжоуського плато.

### Клімат
Повіт знаходиться у зоні, котра характеризується океанічним кліматом субтропічних нагір'їв. Найтепліший місяць — червень із середньою температурою 23,8 °C. Найхолодніший місяць — січень, із середньою температурою 11,6 °С.
| Клімат повіту Цзіндун-Ї | Клімат повіту Цзіндун-Ї | Клімат повіту Цзіндун-Ї | Клімат повіту Цзіндун-Ї | Клімат повіту Цзіндун-Ї | Клімат повіту Цзіндун-Ї | Клімат повіту Цзіндун-Ї | Клімат повіту Цзіндун-Ї | Клімат повіту Цзіндун-Ї | Клімат повіту Цзіндун-Ї | Клімат повіту Цзіндун-Ї | Клімат повіту Цзіндун-Ї | Клімат повіту Цзіндун-Ї | Клімат повіту Цзіндун-Ї |
| Показник                | Січ.                    | Лют.                    | Бер.                    | Квіт.                   | Трав.                   | Черв.                   | Лип.                    | Серп.                   | Вер.                    | Жовт.                   | Лист.                   | Груд.                   | Рік                     |
| Середній максимум, °C   | 21,7                    | 24                      | 27,1                    | 29,3                    | 29,8                    | 29,3                    | 28,7                    | 29,4                    | 28,1                    | 26                      | 23,1                    | 20,7                    | 26,4                    |
| Середня температура, °C | 11,6                    | 13,8                    | 17,8                    | 20,5                    | 22,6                    | 23,8                    | 23,6                    | 23,4                    | 22,1                    | 19,7                    | 15,5                    | 12                      | 18,9                    |
| Середній мінімум, °C    | 5,5                     | 7                       | 10,3                    | 13,9                    | 17,4                    | 20,3                    | 20,6                    | 20,1                    | 18,9                    | 16,5                    | 11,4                    | 7,3                     | 14,1                    |
| Норма опадів, мм        | 15.2                    | 22.7                    | 21.2                    | 33.3                    | 108.5                   | 185.8                   | 219.2                   | 216.6                   | 142.1                   | 120.6                   | 52.5                    | 16.6                    | 1154.3                  |
| Вологість повітря, %    | 76                      | 68                      | 61                      | 62                      | 69                      | 79                      | 83                      | 82                      | 82                      | 84                      | 83                      | 82                      | 75.9                    |
| ----------------------- | ----------------------- | ----------------------- | ----------------------- | ----------------------- | ----------------------- | ----------------------- | ----------------------- | ----------------------- | ----------------------- | ----------------------- | ----------------------- | ----------------------- | ----------------------- |
| Джерело: data.cma.cn    |                         |                         |                         |                         |                         |                         |                         |                         |                         |                         |                         |                         |                         |